# Hello, I Love You
Hello, I Love You är en låt skriven och framförd av The Doors. Den hade skrivits av Jim Morrison redan 1965 men spelades in och lanserades 1968 och som b-sida på singeln hade man "Love Street". Båda låtar var med på gruppens tredje album Waiting for the Sun. På singelutgåvorna har låten ibland den längre titeln "Hello, I Love You, Won't You Tell Me Your Name?". Denna låt och "Light My Fire" kom att bli gruppens enda singlar att ligga etta på Billboard Hot 100. Samtidigt som singeln låg i topp låg också José Felicianos version av "Light My Fire" högt på amerikanska singellistan. "Hello, I Love You" blev också en framgång i Storbritannien där de hittills endast uppmärksammats i smalare kretsar. Då låten släpptes höjdes röster över att den i sin uppbyggnad var väldigt lik The Kinks låt "All Day and All of the Night", men Doors-medlemmarna förnekade all form av plagiat och menade att likheten var en slump.
Låten spelas i filmen Forrest Gump.

## Listplaceringar
| Lista (1968)   | Position                              |
| -------------- | ------------------------------------- |
| Danmark        | 3 (DR "Top 20")                       |
| Finland        | 25                                    |
| Flandern       | 11                                    |
| Frankrike      | 72 (SNEP)                             |
| Kanada         | 1                                     |
| Nederländerna  | 12                                    |
| Schweiz        | 10                                    |
| Storbritannien | 15                                    |
| Sverige        | - (Testad på Tio i topp, ej inröstad) |
| USA            | 1 (Billboard Hot 100)                 |
| Vallonien      | 19                                    |
| Västtyskland   | 33                                    |